# دانيال فيشر
دانيال فيشر (بالألمانية: Daniel Fischer ) (و. 1964 – م) هو كاتب عمومي، وعالم فلك، وكاتب غير روائي من ألمانيا .

## جوائز
حصل على جوائز منها:
- Bruno-H.-Bürgel-Preis  [لغات أخرى]‏ (1997).